# Guignes
Guignes és un municipi francès, situat al departament de Sena i Marne i a la regió de Illa de França. L'any 2007 tenia 3.043 habitants.
Forma part del cantó de Nangis, del districte de Melun i de la Comunitat de comunes Brie des Rivières et Châteaux.

## Demografia

### Població
El 2007 la població de fet de Guignes era de 3.043 persones. Hi havia 1.110 famílies, de les quals 258 eren unipersonals (168 homes vivint sols i 90 dones vivint soles), 293 parelles sense fills, 465 parelles amb fills i 94 famílies monoparentals amb fills.
La població ha evolucionat segons el següent gràfic:
Habitants censats

### Habitatges
El 2007 hi havia 1.217 habitatges, 1.132 eren l'habitatge principal de la família, 12 eren segones residències i 73 estaven desocupats. 802 eren cases i 409 eren apartaments. Dels 1.132 habitatges principals, 733 estaven ocupats pels seus propietaris, 378 estaven llogats i ocupats pels llogaters i 21 estaven cedits a títol gratuït; 49 tenien una cambra, 120 en tenien dues, 218 en tenien tres, 296 en tenien quatre i 449 en tenien cinc o més. 858 habitatges disposaven pel capbaix d'una plaça de pàrquing. A 473 habitatges hi havia un automòbil i a 553 n'hi havia dos o més.

### Piràmide de població
La piràmide de població per edats i sexe el 2009 era:
| Homes | Edats   | Dones |
| ----- | ------- | ----- |
| 0     | 95 o +  | 4     |
| 0     | 90 a 94 | 12    |
| 16    | 85 a 89 | 8     |
| 16    | 80 a 84 | 24    |
| 36    | 75 a 79 | 24    |
| 28    | 70 a 74 | 36    |
| 48    | 65 a 69 | 36    |
| 44    | 60 a 64 | 48    |
| 60    | 55 a 59 | 44    |
| 104   | 50 a 54 | 64    |
| 108   | 45 a 49 | 116   |
| 84    | 40 a 44 | 100   |
| 88    | 35 a 39 | 68    |
| 84    | 30 a 34 | 92    |
| 116   | 25 a 29 | 84    |
| 100   | 20 a 24 | 108   |
| 88    | 15 a 19 | 92    |
| 100   | 10 a 14 | 92    |
| 76    | 5 a 9   | 64    |
| 56    | 0 a 4   | 60    |

## Economia
El 2007 la població en edat de treballar era de 2.068 persones, 1.583 eren actives i 485 eren inactives. De les 1.583 persones actives 1.472 estaven ocupades (769 homes i 703 dones) i 111 estaven aturades (54 homes i 57 dones). De les 485 persones inactives 145 estaven jubilades, 189 estaven estudiant i 151 estaven classificades com a «altres inactius».

### Ingressos
El 2009 a Guignes hi havia 1.160 unitats fiscals que integraven 3.038,5 persones, la mediana anual d'ingressos fiscals per persona era de 20.788 €.

### Activitats econòmiques
Dels 133 establiments que hi havia el 2007, 1 era d'una empresa extractiva, 2 d'empreses alimentàries, 1 d'una empresa de fabricació de material elèctric, 3 d'empreses de fabricació d'altres productes industrials, 24 d'empreses de construcció, 29 d'empreses de comerç i reparació d'automòbils, 9 d'empreses de transport, 6 d'empreses d'hostatgeria i restauració, 1 d'una empresa d'informació i comunicació, 7 d'empreses immobiliàries, 21 d'empreses de serveis, 22 d'entitats de l'administració pública i 7 d'empreses classificades com a «altres activitats de serveis».
Dels 40 establiments de servei als particulars que hi havia el 2009, 1 era una oficina d'administració d'Hisenda pública, 1 oficina de correu, 3 tallers de reparació d'automòbils i de material agrícola, 1 autoescola, 7 paletes, 3 guixaires pintors, 2 fusteries, 5 lampisteries, 4 electricistes, 1 empresa de construcció, 3 perruqueries, 1 veterinari, 3 restaurants i 5 agències immobiliàries.
Dels 9 establiments comercials que hi havia el 2009, 1 era un hipermercat, 3 botiges de menys de 120 m², 2 fleques, 1 una fleca i 2 floristeries.
L'any 2000 a Guignes hi havia 5 explotacions agrícoles que ocupaven un total de 435 hectàrees.

## Equipaments sanitaris i escolars
L'únic equipament sanitari que hi havia el 2009 era una farmàcia.
El 2009 hi havia 1 escola maternal i 2 escoles elementals.

## Poblacions més properes
El següent diagrama mostra les poblacions més properes.